# Thomas Stuart McFarland
Thomas Stuart McFarland (* 13. Juni 1810 in Lexington, Indiana-Territorium; † Mai 1880 in Bleakwood, Texas) war ein US-amerikanischer Offizier, Landvermesser, Farmer und Jurist.

## Werdegang
Thomas Stuart McFarland, Sohn von Ann Singer († 1817) und dem Landvermesser William McFarland, wurde 1810 im Scott County geboren. Seine Kindheit war vom Britisch-Amerikanischen Krieg überschattet. Die Familie zog 1817 nach Louisiana. Im selben Jahr verstarb seine Mutter in Monroe (Ouachita Parish). 1830 zog er mit seinem Vater und seinen zwei noch lebenden Geschwistern nach Texas, welches damals noch Teil von Mexiko war. Die Familie ließ sich im Mai 1830 in Ayish Bayou District nieder. Am 2. August 1832 nahm er zusammen mit seinem Vater an den Kampfhandlungen bei Nacogdoches gegen Colonel José de las Piedras teil. McFarland war zu dieser Zeit der Aide-de-camp von James W. Bullock, dem Kommandanten der texanischen Truppen.
Vom 3. Oktober bis zum 14. November 1835 diente McFarland während des Texanischen Unabhängigkeitskrieges in der Kompanie von Captain John English, nahm aber nicht an der Belagerung von Bexar teil. Vom 4. Juli bis zum 4. Oktober 1836 diente er in der Kompanie von Captain William Scurlock. Er fertige 1833 die Pläne für die heutige Town San Augustine an. Am 25. Februar 1837 wurde er zum Lieutenant Colonel in der Miliz der Republik Texas ernannt. Bei den Wahlen für den 6. Kongress der Republik Texas wurde McFarland für das Jasper County und das Jefferson County in den Senat von Texas gewählt. Er saß dort vom 1. November 1841 bis zum 5. Februar 1842 in Austin und vom 27. Juni bis zum 23. Juli 1842 in Houston. Später war er drei Amtszeiten lang als Chief Justice im San Augustine County tätig. Von 1837 bis 1838 führten er und sein Vater Vermessungsarbeiten in Belgrade am Westufer des Sabine Rivers durch, was damals noch zum Jasper County gehörte, heute aber Teil vom Newton County ist. McFarland führte auch Vermessungsarbeiten in Pendleton und Mondelphia durch, welche am Red River liegen.
Am 14. Januar 1838 heiratete McFarland Elizabeth Wills Eubank, die zu dieser Zeit mit ihrer Familie in der Nähe von Nacogdoches lebte. Das Paar bekam 10 Kinder. Im März 1838 zogen die Familie nach Belgrade. Sie hatten eine Plantage genannt Cotland, sieben Meilen westlich von San Augustine gelegen, die aber 1868 nach dem Ende des Bürgerkrieges bankrottging. Später zogen sie ins Landesinnere, ein paar Meilen von Belgrade entfernt, und lebten 1871 in Bleakwood. Er verstarb dort im Mai 1880 und wurde dann auf dem lokalen McFarland-Wilson Cemetery beigesetzt.

## Trivia
Vom 1. Januar 1837 bis zum 10. Juni 1840 führte er ein Tagebuch, welches heute in der Ralph Steen Library an der Stephen F. Austin State University in Nacogdoches aufbewahrt wird. Das Tagebuch wurde zweimal veröffentlicht, 1942 und 1981.
Zwei Texas Centennial Marker wurde ihm zu Ehren aufgestellt.